# Молодіжна збірна Східного Тимору з футболу
Молодіжна збірна Східного Тимору з футболу — національна молодіжна футбольна збірна Східного Тимору, що складається у залежності від турніру із гравців віком до 19 або до 20 років. Вважається основним джерелом кадрів для підсилення складу основної збірної Східного Тимору. Керівництво командою здійснює Федерація футболу Східного Тимору.
Команда має право участі у Юнацькому кубку Азії до 19 років, у випадку успішного виступу на якому може кваліфікуватися на молодіжний чемпіонат світу до 20 років. Також може брати участь у товариських і регіональних змаганнях, зокрема у Юнацькому чемпіонаті АФФ.

## Виступи на міжнародних турнірах

### Чемпіонат світу U-20
| Чемпіонат світу U-20 | Чемпіонат світу U-20   | Чемпіонат світу U-20 | Чемпіонат світу U-20 | Чемпіонат світу U-20 | Чемпіонат світу U-20 | Чемпіонат світу U-20 | Чемпіонат світу U-20 |
| Рік                  | Раунд                  | І                    | В                    | Н                    | П                    | Г+                   | Г-                   |
| -------------------- | ---------------------- | -------------------- | -------------------- | -------------------- | -------------------- | -------------------- | -------------------- |
| 2005                 | не кваліфікувалася     | 0                    | 0                    | 0                    | 0                    | 0                    | 0                    |
| 2007                 | не кваліфікувалася     | 0                    | 0                    | 0                    | 0                    | 0                    | 0                    |
| 2009                 | не кваліфікувалася     | 0                    | 0                    | 0                    | 0                    | 0                    | 0                    |
| 2011                 | відмовилися від участі | 0                    | 0                    | 0                    | 0                    | 0                    | 0                    |
| 2013                 | відмовилися від участі | 0                    | 0                    | 0                    | 0                    | 0                    | 0                    |
| 2015                 | відмовилися від участі | 0                    | 0                    | 0                    | 0                    | 0                    | 0                    |
| 2017                 | не кваліфікувалася     | 0                    | 0                    | 0                    | 0                    | 0                    | 0                    |
| 2019                 | відмовилися від участі | -                    | -                    | -                    | -                    | -                    | -                    |
| 2021                 | не кваліфікувалася     | -                    | -                    | -                    | -                    | -                    | -                    |
| Усього               | 0/9                    | 0                    | 0                    | 0                    | 0                    | 0                    | 0                    |

### Юнацький (U-19) кубок Азії з футболу
| Юнацький (U-19) кубок Азії з футболу | Юнацький (U-19) кубок Азії з футболу        | Юнацький (U-19) кубок Азії з футболу | Юнацький (U-19) кубок Азії з футболу | Юнацький (U-19) кубок Азії з футболу | Юнацький (U-19) кубок Азії з футболу | Юнацький (U-19) кубок Азії з футболу | Юнацький (U-19) кубок Азії з футболу |
| Рік                                  | Раунд                                       | І                                    | В                                    | Н                                    | П                                    | Г+                                   | Г-                                   |
| ------------------------------------ | ------------------------------------------- | ------------------------------------ | ------------------------------------ | ------------------------------------ | ------------------------------------ | ------------------------------------ | ------------------------------------ |
| 2004                                 | не кваліфікувалася                          | 0                                    | 0                                    | 0                                    | 0                                    | 0                                    | 0                                    |
| 2006                                 | не кваліфікувалася                          | 0                                    | 0                                    | 0                                    | 0                                    | 0                                    | 0                                    |
| 2008                                 | не кваліфікувалася                          | 0                                    | 0                                    | 0                                    | 0                                    | 0                                    | 0                                    |
| 2010                                 | відмовилися від участі                      | 0                                    | 0                                    | 0                                    | 0                                    | 0                                    | 0                                    |
| 2012                                 | відмовилися від участі                      | 0                                    | 0                                    | 0                                    | 0                                    | 0                                    | 0                                    |
| 2014                                 | відмовилися від участі                      | 0                                    | 0                                    | 0                                    | 0                                    | 0                                    | 0                                    |
| 2016                                 | не кваліфікувалася                          | 0                                    | 0                                    | 0                                    | 0                                    | 0                                    | 0                                    |
| 2018                                 | не кваліфікувалася                          | 0                                    | 0                                    | 0                                    | 0                                    | 0                                    | 0                                    |
| Усього                               | Найкращий результат: відмовилися від участі | 0                                    | 0                                    | 0                                    | 0                                    | 0                                    | 0                                    |

### Юнацький чемпіонат АФФ з футболу (U-20)
| Юнацький чемпіонат АФФ з футболу (U-20) | Юнацький чемпіонат АФФ з футболу (U-20) | Юнацький чемпіонат АФФ з футболу (U-20) | Юнацький чемпіонат АФФ з футболу (U-20) | Юнацький чемпіонат АФФ з футболу (U-20) | Юнацький чемпіонат АФФ з футболу (U-20) | Юнацький чемпіонат АФФ з футболу (U-20) | Юнацький чемпіонат АФФ з футболу (U-20) |
| Рік                                     | Раунд                                   | І                                       | В                                       | Н                                       | П                                       | Г+                                      | Г-                                      |
| --------------------------------------- | --------------------------------------- | --------------------------------------- | --------------------------------------- | --------------------------------------- | --------------------------------------- | --------------------------------------- | --------------------------------------- |
| 2005                                    | груповий етап                           | 4                                       | 0                                       | 1                                       | 3                                       | 5                                       | 15                                      |
| 2006                                    | відмовилися від участі                  | 0                                       | 0                                       | 0                                       | 0                                       | 0                                       | 0                                       |
| 2007                                    | відмовилися від участі                  | 0                                       | 0                                       | 0                                       | 0                                       | 0                                       | 0                                       |
| Усього                                  | Найкращий результат: груповий етап      | 4                                       | 0                                       | 1                                       | 3                                       | 5                                       | 15                                      |

### Юнацький чемпіонат АФФ з футболу (U-19)
| Юнацький чемпіонат АФФ з футболу (U-19) | Юнацький чемпіонат АФФ з футболу (U-19) | Юнацький чемпіонат АФФ з футболу (U-19) | Юнацький чемпіонат АФФ з футболу (U-19) | Юнацький чемпіонат АФФ з футболу (U-19) | Юнацький чемпіонат АФФ з футболу (U-19) | Юнацький чемпіонат АФФ з футболу (U-19) | Юнацький чемпіонат АФФ з футболу (U-19) |
| Рік                                     | Раунд                                   | І                                       | В                                       | Н                                       | П                                       | Г+                                      | Г-                                      |
| --------------------------------------- | --------------------------------------- | --------------------------------------- | --------------------------------------- | --------------------------------------- | --------------------------------------- | --------------------------------------- | --------------------------------------- |
| 2008                                    | відмовилися від участі                  | 0                                       | 0                                       | 0                                       | 0                                       | 0                                       | 0                                       |
| 2009                                    | груповий етап                           | 3                                       | 0                                       | 0                                       | 3                                       | 2                                       | 13                                      |
| 2010                                    | відмовилися від участі                  | 0                                       | 0                                       | 0                                       | 0                                       | 0                                       | 0                                       |
| 2011                                    | відмовилися від участі                  | 0                                       | 0                                       | 0                                       | 0                                       | 0                                       | 0                                       |
| 2012                                    | відмовилися від участі                  | 0                                       | 0                                       | 0                                       | 0                                       | 0                                       | 0                                       |
| 2013                                    | третє місце                             | 6                                       | 4                                       | 1                                       | 1                                       | 13                                      | 8                                       |
| 2014                                    | відмовилися від участі                  | 0                                       | 0                                       | 0                                       | 0                                       | 0                                       | 0                                       |
| 2015                                    | груповий етап                           | 4                                       | 0                                       | 2                                       | 2                                       | 3                                       | 6                                       |
| 2016                                    | четверте місце                          | 6                                       | 3                                       | 0                                       | 3                                       | 9                                       | 13                                      |
| 2017                                    | груповий етап                           | 5                                       | 2                                       | 1                                       | 2                                       | 7                                       | 10                                      |
| 2018                                    | груповий етап                           | 4                                       | 1                                       | 2                                       | 1                                       | 5                                       | 5                                       |
| Усього                                  | Найкращий результат: третє місце        | 28                                      | 10                                      | 11                                      | 12                                      | 39                                      | 51                                      |